# Herb gminy Jasieniec
Herb gminy Jasieniec – jeden z symboli gminy Jasieniec, autorstwa Roberta Szydlika, ustanowiony 25 października 2012.

## Wygląd i symbolika
Herb przedstawia na tarczy w polu złotym pomiędzy dwoma jabłkami czerwonymi dwie kopie w krzyż skośny, czerwone, na nich takaż trzecia na opak w słup.
Skrzyżowane kopie nawiązują do herbu Jelita rodziny Boglewskich, posiadających w przeszłości największy majątek ziemski na terenie dzisiejszej gminy, z ośrodkiem w Boglewicach. Jabłka nawiązują do tradycyjnego zajęcia mieszkańców ziemi grójeckiej, jakim jest sadownictwo.